# Lac Belasagar
Le lac Belasagar se situe à 10 km au sud de Kulpahar au village Belatal à Uttar Pradesh en Inde. Ce lac est une source d'irrigation dans cette région. 